# João Cancelo
João Pedro Cavaco Cancelo (Barreiro, 27 mei 1994) is een Portugees voetballer die doorgaans als rechtsback speelt voor de Saoedische club Al-Hilal. Cancelo debuteerde in 2016 in het Portugees voetbalelftal. 

## Clubcarrière

### Benfica
Cancelo begon met voetballen bij de lokale club Barreirense. Hij speelde twee seizoenen voor het tweede team van Benfica, waarvoor hij tot 51 wedstrijden, twee goals en achttien assists kwam. Op 28 juli 2012 maakte hij zijn debuut voor het eerste team van Benfica in een vriendschappelijke wedstrijd tegen Gil Vicente, waarbij hij de hele wedstrijd als rechtsback speelde. Ondanks dat hij geregistreerd stond bij het reserveteam, werd hij gezien als een mogelijke vervanger voor Maxi Pereira bij het eerste team. Cancelo speelde zijn eerste officiële wedstrijd voor het eerste team van Benfica op 25 januari 2014, als late invaller in de 1-0 thuisoverwinning tegen Gil Vicente in de Taça da Liga, die later werd gewonnen. Zijn eerste optreden in de Primeira Liga vond plaats op 10 mei, nadat ze al tot kampioen waren gekroond, en hij startte in een 2-1 verlies in O Clássico tegen FC Porto.

### Valencia
Op 20 augustus 2014 maakte Valencia de komst van Cancelo bekend als een lening voor een seizoen met een optie tot aankoop voor €15 miljoen. Hij debuteerde in de Primera División op 25 september 2014, waarbij hij de volledige wedstrijd speelde en er van 3-0 tegen Córdoba CF werd gewonnen. Het seizoen erna werd Cancelo definitief overgenomen en een vaste basisspeler en scoorde hij zijn eerste doelpunt voor Valencia in de UEFA Champions League. Hij speelde als rechtsback en later als rechtsbuiten dat seizoen. In het seizoen 2016-2017 presteerde Cancelo wisselvallig, met enkele fouten en een verandering van positie naar de rechtervleugel. Hij scoorde doelpunten, maar kreeg ook kritiek van fans voor defensieve fouten. Hij kwam tot 91 wedstrijden voor Valencia en was daarin goed voor vier goals en acht assists.

### Internazionale
Op 22 augustus 2017 maakte Internazionale de komst van Cancelo bekend die voor één jaar werd uitgeleend met optie tot koop. Als de club de optie lichten maakte Geoffrey Kondogbia de overstap naar Valencia. Hij maakte zijn Serie A-debuut vier dagen later, verving Antonio Candreva in de 83e minuut van een 3-1 overwinning op AS Roma. Op 17 april 2018 maakte hij zijn eerste doelpunt in Serie A. Hij speelde dat seizoen als rechtervleugelverdediger in een vijfmansverdediging en speelde na de winterstop nagenoeg alles. Ondanks zijn goede prestaties dat seizoen, besloot de club om Cancelo niet te kopen. Hij kwam 28 wedstrijden voor Inter, waarin hij één keer scoorde en vier assists gaf.

### Juventus
Op 27 juni 2018 tekende Cancelo een vijfjarig contract bij Juventus voor ongeveer €40 miljoen. Hij maakte zijn debuut voor Juventus in de Serie A op 18 augustus 2018 in een 3-2 overwinning tegen Chievo Verona. Op 6 oktober 2018 gaf Cancelo een assist op Rodrigo Bentancur in een 2-0 uitoverwinning op Udinese. In januari 2019 won hij zijn eerste trofee, de Supercoppa Italiana, in een overwinning van 1-0 overwinning op AC Milan. Cancelo speelde één seizoen voor Juventus, waarin hij tot 34 wedstrijden kwam. 

### Manchester City
Op 7 augustus 2019 maakte Manchester City de komst van Cancelo bekend. Hij tekende een contract tot medio 2026. Hij kostte technisch gezien ongeveer 27 miljoen pond. Danilo bewandelde echter de omgekeerde weg, wat de deal 60 miljoen pond waard maakte. Hij werd daarmee de duurste rechtsback ooit. Op 25 augustus 2019 maakte hij zijn debuut in de Premier League tegen AFC Bournemouth, als invaller voor Kyle Walker. Op 18 december 2019 scoorde hij zijn eerste doelpunt voor City in een uitoverwinning met 3-1 tegen Oxford United in de kwartfinales van de EFL Cup. In zijn eerste seizoen had hij het soms moeilijk door concurrentie van Kyle Walker.
Op 3 november 2020 scoorde hij zijn eerste doelpunt in de UEFA Champions League voor City in een 3-0 thuisoverwinning op Olympiacos in de groepsfase. Op 26 januari 2021 maakte hij zijn eerste doelpunt in de Premier League in een 5-0 uitoverwinning op West Bromwich Albion. Op 24 februari 2021 werd hij voor het eerst uitgeroepen tot man van de wedstrijd, nadat hij een assist had gegeven aan Bernardo Silva in de 2-0 uitoverwinning van Manchester City op Borussia Mönchengladbach in de eerste wedstrijd van de achtste finale. Gedurende het seizoen werd de vaardigheid van Cancelo om als back naar het middenveld te komen om controle over de bal te behouden, zodat zijn team een stabielere verdedigende formatie had bij balverlies, geprezen als een van de belangrijkste factoren voor het heroveren van de Premier League-titel dat seizoen. Hij werd ook gekozen voor het Premier League Team van het Jaar.
Op 17 oktober 2021 scoorde Cancelo zijn eerste doelpunt van het seizoen voor City in een 6-3 thuisoverwinning tegen RB Leipzig in de groepsfase van de Champions League. Op 3 november 2021 gaf Cancelo een hattrick aan assists voor Phil Foden, Riyad Mahrez en Gabriel Jesus in een 4-1 overwinning thuis tegen Club Brugge in de groepsfase van de Champions League, wat hem de titel Man van de Wedstrijd opleverde. Op 19 december 2021, tijdens zijn 100ste optreden voor de club, scoorde hij een doelpunt van lange afstand en gaf een assist in een 4-0 overwinning tegen Newcastle United. Dit is het meest opvallende doelpunt uit de carrière van Cancelo.

### Bayern München
In het seizoen 2022/23 kreeg Cancelo onenigheid met manager Pep Guardiola. Hij verloor zijn basisplaats en werd in de winter uitgeleend aan Bayern München voor de rest van het seizoen, met een optie tot koop voor €70 miljoen. Hij maakte zijn debuut met een assist en scoorde zijn eerste doelpunt voor de club uit München. Tijdens een UEFA Champions League-wedstrijd tegen zijn oude club Manchester City werd hij uitgefloten door City-fans, maar Pep Guardiola verdedigde hem. Bayern werd uitgeschakeld in de kwartfinales. Uiteindelijk werd Cancelo, geen vaste basisspeler, maar won hij wel de Bundesliga met de club. Bayern lichtte de optie niet en Cancelo keerde terug naar Manchester.

### FC Barcelona
Manchester City liet Cancelo nog meespelen in zomerse oefenwedstrijden ter voorbereiding op het seizoen 2023/24. Hij werd echter niet ingeschreven voor alle competities en maakt geen deel meer uit van het team. Sindsdien wachtte hij op een transfer naar FC Barcelona, maar dit proces vergde aanzienlijke tijd. FC Barcelona wilde hem al in januari aantrekken, maar de deal met Cancelo ging toen niet door. Na langdurige onderhandelingen gedurende de laatste week van augustus, vloog Cancelo op de laatste dag van de transferperiode naar Barcelona, waarbij João Félix hem vergezelde en eveneens zijn transfer naar FC Barcelona afrondde. Hij kwam over op huurbasis tot medio 2024. Hij kreeg rugnummer 2 toegewezen. Op 3 september 2023, maakte hij zijn rentree in een Primera División-wedstrijd tegen Osasuna, die werd gewonnen met 2-1. Op 16 september 2023 scoorde hij zijn eerste doelpunt voor de club tijdens een wedstrijd in de Primera División tegen Real Betis, die met 5-0 werd gewonnen.

### Al-Hilal
Na zijn uitleenperiode bij Barça keerde Cancelo kort terug naar Manchester City. Aan het einde van de transferperiode werd hij echter voor drie seizoenen verkocht aan het Saoedische Al-Hilal, dat ongeveer 20 miljoen pond voor hem betaalde.

## Clubstatistieken
| Seizoen     | Club             | Competitie       | Competitie | Competitie | Competitie | Beker | Beker | Beker | Internationaal | Internationaal | Internationaal | Totaal | Totaal | Totaal |
| Seizoen     | Club             | Competitie       | Wed.       | Dlp.       | Ass.       | Wed.  | Dlp.  | Ass.  | Wed.           | Dlp.           | Ass.           | Wed.   | Dlp.   | Ass.   |
| ----------- | ---------------- | ---------------- | ---------- | ---------- | ---------- | ----- | ----- | ----- | -------------- | -------------- | -------------- | ------ | ------ | ------ |
| 2012/13     | SL Benfica B     | Liga Portugal 2  | 20         | 1          | 6          | —     | —     | —     | —              | —              | —              | 20     | 1      | 6      |
| 2013/14     | SL Benfica B     | Liga Portugal 2  | 31         | 1          | 12         | —     | —     | —     | —              | —              | —              | 31     | 1      | 12     |
| Club Totaal | Club Totaal      | Club Totaal      | 51         | 2          | 18         | 0     | 0     | 0     | 0              | 0              | 0              | 51     | 2      | 18     |
| 2013/14     | SL Benfica       | Liga Portugal    | 1          | 0          | 0          | 1     | 0     | 0     | —              | —              | —              | 2      | 0      | 0      |
| Club Totaal | Club Totaal      | Club Totaal      | 1          | 0          | 0          | 1     | 0     | 0     | 0              | 0              | 0              | 2      | 0      | 0      |
| 2014/15     | → Valencia       | Primera División | 10         | 0          | 0          | 3     | 0     | 0     | —              | —              | —              | 13     | 0      | 0      |
| 2015/16     | Valencia         | Primera División | 28         | 1          | 4          | 4     | 1     | 0     | 7              | 1              | 1              | 39     | 3      | 5      |
| 2016/17     | Valencia         | Primera División | 35         | 1          | 4          | 3     | 0     | 0     | —              | —              | —              | 38     | 1      | 4      |
| 2017/18     | Valencia         | Primera División | 1          | 0          | 0          | 0     | 0     | 0     | 0              | 0              | 0              | 1      | 0      | 0      |
| Club Totaal | Club Totaal      | Club Totaal      | 74         | 2          | 8          | 10    | 1     | 0     | 7              | 1              | 1              | 91     | 4      | 9      |
| 2017/18     | → Internazionale | Serie A          | 26         | 1          | 4          | 2     | 0     | 0     | 0              | 0              | 0              | 28     | 1      | 4      |
| Club Totaal | Club Totaal      | Club Totaal      | 26         | 1          | 4          | 2     | 0     | 0     | 0              | 0              | 0              | 28     | 1      | 4      |
| 2018/19     | Juventus         | Serie A          | 25         | 1          | 2          | 2     | 0     | 0     | 7              | 0              | 3              | 34     | 1      | 5      |
| Club Totaal | Club Totaal      | Club Totaal      | 25         | 1          | 2          | 2     | 0     | 0     | 7              | 0              | 3              | 34     | 1      | 5      |
| 2019/20     | Manchester City  | Premier League   | 17         | 0          | 0          | 8     | 1     | 1     | 8              | 0              | 0              | 33     | 1      | 1      |
| 2020/21     | Manchester City  | Premier League   | 28         | 2          | 3          | 6     | 0     | 1     | 9              | 1              | 1              | 43     | 3      | 5      |
| 2021/22     | Manchester City  | Premier League   | 36         | 1          | 7          | 7     | 0     | 0     | 9              | 2              | 3              | 52     | 3      | 10     |
| 2022/23     | Manchester City  | Premier League   | 17         | 2          | 1          | 3     | 0     | 0     | 6              | 0              | 4              | 26     | 2      | 5      |
| Club Totaal | Club Totaal      | Club Totaal      | 98         | 5          | 11         | 24    | 1     | 2     | 32             | 3              | 8              | 154    | 9      | 21     |
| 2022/23     | → Bayern München | Bundesliga       | 15         | 1          | 4          | 2     | 0     | 1     | 4              | 0              | 1              | 21     | 1      | 6      |
| Club Totaal | Club Totaal      | Club Totaal      | 15         | 1          | 4          | 2     | 0     | 1     | 4              | 0              | 1              | 21     | 1      | 6      |
| 2023/24     | → FC Barcelona   | Primera División | 32         | 2          | 4          | 0     | 0     | 0     | 10             | 2              | 1              | 42     | 4      | 5      |
| Club Totaal | Club Totaal      | Club Totaal      | 32         | 2          | 4          | 0     | 0     | 0     | 10             | 2              | 1              | 42     | 4      | 5      |
| 2024/25     | Al-Hilal         | Saudi Pro League | 22         | 0          | 6          | 3     | 0     | 0     | 9              | 2              | 5              | 34     | 2      | 11     |
| Club Totaal | Club Totaal      | Club Totaal      | 22         | 0          | 6          | 3     | 0     | 0     | 9              | 2              | 5              | 34     | 2      | 11     |
| TOTAAL      | TOTAAL           | TOTAAL           | 344        | 14         | 57         | 44    | 2     | 3     | 69             | 8              | 19             | 457    | 24     | 79     |

Bijgewerkt t/m 7 februari 2024.

## Interlandcarrière
João Cancelo kwam uit voor meerdere Portugese nationale jeugdelftallen. Hij debuteerde in 2014 voor Portugal –21. Hij maakte op donderdag 1 september 2016 onder leiding van bondscoach Fernando Santos zijn debuut in het Portugees voetbalelftal, in een oefeninterland in Porto tegen Gibraltar (5-0). Hij nam in dat duel de derde treffer voor zijn rekening. Die dag debuteerde ook André Silva. Cancelo werd op 21 mei 2024 door bondscoach Roberto Martínez opgenomen in de Portugese selectie voor het EK 2024 in Duitsland. Portugal won een groep met Tsjechië, Turkije en Georgië, schakelde in de achtste finales Slovenië uit en verloor in de kwartfinales op strafschoppen van Frankrijk. Cancelo kwam op het toernooi enkel tegen Georgië niet in actie.

## Erelijst
| Competitie          |         |                           |         |         |
| Competitie          | Aantal  | Jaren                     |         |         |
| Benfica             | Benfica | Benfica                   | Benfica | Benfica |
| ------------------- | ------- | ------------------------- | ------- | ------- |
| Primeira Liga       | 1x      | 2013/14                   |         |         |
| Taça da Liga        | 1x      | 2013/14                   |         |         |
| Juventus            |         |                           |         |         |
| Serie A             | 1×      | 2018/19                   |         |         |
| Supercoppa Italiana | 1×      | 2018                      |         |         |
| Manchester City     |         |                           |         |         |
| Premier League      | 3x      | 2020/21, 2021/22, 2022/23 |         |         |
| EFL Cup             | 2x      | 2019/20, 2020/21          |         |         |
| Bayern München      |         |                           |         |         |
| Bundesliga          | 1x      | 2022/23                   |         |         |

| Competitie          | Winnaar  | Winnaar  | Runner-up | Runner-up | Derde    | Derde    |          |
| Competitie          | Aantal   | Jaren    | Aantal    | Jaren     | Aantal   | Jaren    |          |
| Portugal            | Portugal | Portugal | Portugal  | Portugal  | Portugal | Portugal | Portugal |
| ------------------- | -------- | -------- | --------- | --------- | -------- | -------- | -------- |
| UEFA Nations League | 1x       | 2018/19  |           |           |          |          |          |